# Grabungstagebuch
Das Grabungstagebuch ist Teil des Dokumentationssystems für archäologische Ausgrabungen.
Während der Ausgrabung wird von dem jeweiligen Grabungsleiter ein Tagebuch geführt, in dem alle Ereignisse notiert werden, die im Zusammenhang mit der Grabung stehen. Hierzu gehören neben Skizzen und Zeichnungen der Funde und Befunde auch Angaben zu den technischen Rahmenbedingungen, wie Witterung, Großgeräteeinsatz oder Angaben zum Vermessungssystem und zum Personal. Vermerkt werden auch Ereignisse, wie Besucher, Presseberichte oder Störungen durch Raubgräber.
Das Grabungstagebuch wird vom Standpunkt des Forschers geschrieben. In dieses fließen Ideen und Interpretationen des Ausgräbers ein. Dadurch unterscheidet es sich von der bewusst eher interpretationsfrei gehaltenen, übrigen Grabungsdokumentation. Zur besseren Übersicht kann neben dem Tagebuch des Grabungsleiters noch ein technisches Tagebuch geführt werden, dass je nach den Vorgaben der zuständigen Fachämter aus Formblättern bestehen kann. Hier werden nochmals listenartig Angaben über Witterung, Personaleinsatz, Arbeitszeit und Grabungsfortschritt festgehalten.
Zusammen mit dem Grabungsbericht ist das Grabungstagebuch Grundlage einer späteren wissenschaftlichen Publikation.
Bei Anwendung des Rheinischen Stellensystems  kann das Grabungstagebuch ganz oder in Teilen durch Stelle 1 ersetzt werden.
Die Grabungstagebücher von bekannten Forschern können ihrerseits Gegenstand der Forschung werden.